# Рот, Ян
Ян Рот (чеш. Jan Roth; 10 ноября 1899, Наход, Австро-Венгрия, ныне Чехия — 4 октября 1972, Прага, Чехословакия, ныне Чехия) — чешский кинооператор и актёр.

## Биография
Начинал свою кинокарьеру как актёр. С 1935 года становится оператором, снявшим около 100 картин. Работал с такими режиссёрами, как Отакар Вавра, Олдржих Липский, Мартин Фрич и другими.

## Избранная фильмография

### Оператор
- 1937 — Девственность / Panenství
- 1939 — Цех кутногорских дев / Cech panen kutnohorských
- 1939 — Юмореска / Humoreska
- 1939 — Девушка в голубом
- 1939 — Заколдованный дом / Kouzelný dum
- 1941 — Прощай, Франциска / Auf Wiedersehn, Franziska
- 1942 — Мы создаём музыку / Wir machen Musik
- 1942 — Официантка Анна / Die Kellnerin Anna
- 1942 — Второй выстрел / Der zweite Schuß
- 1943 —  / Liebespremiere
- 1945 — Розина-найдёныш / Rozina sebranec
- 1948 — Поцелуй на стадионе / Polibek ze stadionu
- 1951 — Курица и пономарь / Slepice a kostelník
- 1952 — Горделивая принцесса / Pyšná princezna
- 1953 — Предупреждение / Výstraha
- 1955 — Жил-был король / Byl jednou jeden král...
- 1955 — Ангел в горах / Andel na horách
- 1956 — Свадьбы ещё не было / Jeste svatba nebyla
- 1957 — Разрешите доложить / Poslušně hlásím (в советском прокате «Швейк на фронте»)
- 1959 — Принцесса с золотой звездой / Princezna se zlatou hvezdou
- 1960 — Белая пряжка / Bílá spona
- 1966 — Герой боится / Hrdina má strach

### Актёр
- 1926 — Любовные похождения Каченки Стрнадовой / Lásky Kačenky Strnadové — полицейский
- 1931 — Вы не знаете Гадимршку / To neznáte Hadimršku — полицейский

## Награды
- 1968 — Заслуженный артист ЧССР